# Dorothy Kenyon
Pour les articles homonymes, voir Kenyon.
Dorothy Kenyon (née le 17 février 1888 et décédée le 12 février 1972) était une avocate, juge, féministe et activiste politique de New York qui défendait les libertés civiles. Pendant l'ère de la persécution McCarthyite, elle a été accusée d'être affiliée à 28 organisations du front communiste. Kenyon était une conférencière charismatique et elle parcourait régulièrement les États-Unis pour donner des conférences sur les libertés civiles, la loi et l'égalité des femmes. 

## Biographie

### Formation et début de carrière
Kenyon est née à New York, de Maria Wellington (Stanwood) et William Houston Kenyon, avocat en brevets. Elle a grandi dans l'Upper West Side de Manhattan, avec une résidence d'été familiale à Lakeville, (Connecticut). Elle a obtenu son diplôme de la Horace Mann School en 1904 et a étudié les sciences économiques et l’histoire au Smith College. Au Smith, elle a également fait du hockey, du tennis et était membre de Phi Beta Kappa. Après avoir obtenu son diplôme en 1908, elle passe un an au Mexique et observe de près la pauvreté et l'injustice.  Après cette expérience, elle décide de se concentrer sur l'activisme social. Elle a été diplômée de la faculté de droit de l'université de New York en 1917. Elle commence sa carrière professionnelle en étant spécialiste de recherche parmi le groupe d'avocats qui conseillent les délégués à la conférence de la paix de Paris. En tant que spécialiste de recherche, Kenyon a étudié les schémas de travail en temps de guerre et recueilli des données économiques pour la conférence. Avant de travailler pour le gouvernement américain à Washington, elle a brièvement travaillé comme auxiliaire juridique dans un cabinet de New York. De 1919 à 1925, Kenyon a travaillé pour le cabinet Pitkin Rosenson and Henderson à New York. Dans les années 1920, elle était connue pour son soutien du contrôle des naissances. En 1920, elle est cofondatrice de Consumers Cooperative Services (en), qui dirigeait une chaîne de cantines coopératives à New York. 
Dans les années 1930 et pendant la majeure partie de sa carrière, Kenyon consacre son énergie à la justice sociale et à diverses causes libérales et progressistes telles que le New Deal, les droits des femmes, le mouvement ouvrier et les coopératives de consommation. En 1930, Kenyon crée également le cabinet d'avocats Straus and Kenyon avec Dorothy Straus, avec laquelle elle travaille en partenariat pour faire campagne pour la promotion de la femme jusqu'en 1939 lorsqu'elle devint juge à la cour municipale. Elle s’est identifiée comme une féministe et, bien qu’elle n’ait joué qu’un rôle mineur dans le mouvement pour le droit de vote des femmes aux États-Unis, elle a occupé de nombreux rôles de direction ainsi que divers postes dans plusieurs organisations de femmes axées sur l’amélioration du statut des femmes. En 1934, Kenyon est nommée membre du Conseil des contrôleurs de la ville de New York et travaille sur l'allègement des impôts pour les chômeurs. En 1936, elle préside un comité chargé d'étudier les procédures juridiques auxquelles les femmes font face : elle demande un traitement plus compatissant pour les prostituées et des poursuites plus sévères contre les hommes, clients de prostituées. De 1935 à 1937, elle a exercé les fonctions de députée et de commissaire à New York. De 1938 à 1943, elle travaille dans le Comité d'experts pour l'étude du statut juridique de la femme dans le monde, au sein de l'Organisation of the League of Nations (en) et voyage donc régulièrement entre New York et l'Europe. Dorothy Kenyon était également connue sous le nom de « juge Kenyon » après avoir été juge à la cour municipale de 1939 à 1940. Membre de la Commission des Nations Unies sur le statut de la femme, de 1946 à 1950, Kenyon a déploré le rôle limité des femmes dans le gouvernement des États-Unis.  

### Allégations de Joseph McCarthy
En réponse aux accusations du 8 mars 1950 de Joseph McCarthy, concernant son implication dans des organisations communistes, elle le décrit comme « un menteur inconditionnel » et « un lâche qui se réfugie sous le couvert de l'immunité du Congrès ». Elle a également répondu: « Je ne suis pas et n'ai jamais été une partisane, une membre ou une sympathisante d'une organisation que je connais ou que je soupçonne d'être contrôlée ou dominée par les communistes ». Le lendemain, le New York Times a publié un éditorial soutenant Kenyon, à la suite duquel McCarthy a affirmé ne pas avoir grand intérêt pour l'affaire. Un sous-comité du Sénat a rejeté les accusations portées contre elle le 17 juillet.  
McCarthy a allégué que Kenyon avait été membre de 29 organisations du front communiste. Deux « anciens membres du parti communiste dignes de confiance » auraient déclaré à McCarthy qu'elle « n'avait qu'un emploi et qu'un seul emploi, qui consistait à s'attacher à un personnage éminent ... influent dans la vie publique et à tenter d'influencer ses écrits », selon un rapport du New York Times du 28 juillet 1954.
Cependant, à la suite de sa confrontation avec McCarthy, Kenyon a reçu un large soutien de la part de la presse et de personnalités respectées telles que Eleanor Roosevelt. Malgré cela, Kenyon n'a jamais eu un autre mandat politique.

### Actions militantes
Au cours des années 1950 et 1960, Kenyon prépare de dossiers pour l'Association nationale pour l'avancement des gens de couleur et travaille pour l'Union américaine des libertés civiles (ACLU). Elle pousse l'ACLU à prendre position contre les politiques et les institutions sexistes. Kenyon a été la seule femme au conseil d'administration de l'ACLU pendant de nombreuses années. Elle a travaillé avec la militante et avocate afro-américaine, Pauli Murray, à la préparation de dossiers pour des affaires mettant en cause la discrimination fondée sur le sexe dans les années 1940 et 1950. Elle a rejoint les gens favorables à l'amendement pour l'égalité des droits et a également fait équipe avec des féministes beaucoup plus jeunes dans le mouvement émergent de libération des femmes, où elle a participé à la grève des femmes pour l'égalité de 1971 et au mouvement naissant de légalisation de l'avortement. 
En 1966, Murray et Dorothy Kenyon ont plaidé avec succès dans l'affaire White v. Crook, dans laquelle la cour d'appel des États-Unis de la cinquième circonscription a statué que les femmes ont le même droit que les hommes, de faire partie d'un jury. Lorsque l’avocate et future juge de la Cour suprême, Ruth Bader Ginsburg, a rédigé son mémoire pour Reed v. Reed - une affaire de la Cour suprême de 1971 qui a pour la première fois étendu la clause d'égalité de protection du 14e amendement, aux femmes - elle a ajouté Murray et Kenyon en tant que co-autrices en reconnaissance à leurs travaux. 
Au cours de sa vie personnelle adulte, Kenyon a eu de longues et intenses relations amoureuses avec divers hommes (Walcott Pitkin, Elihu Root Jr. et L.V. Pulsifer). Cependant, elle a choisi de ne pas se marier. 
Kenyon a participé de diverses manières, à la guerre contre la pauvreté menée par le président Johnson. Ainsi, à 80 ans, elle a travaillé sans relâche et presque seule, pour mettre en place des services juridiques pour les pauvres dans le Lower West Side de Manhattan. 
Lorsque Kenyon prend connaissance de son cancer de l'estomac en 1969, elle cache la gravité de sa maladie à la plupart des gens et refuse de suspendre, voire de restreindre son travail juridique ou politique. Elle a défendu activement la justice sociale jusqu'à sa mort, le 12 février 1972, juste avant son 84e anniversaire.

## Culture populaire
Kenyon est jouée par Kathy Bates dans le film de 2018 Une femme d'exception, sur la vie et carrière de Ruth Bader Ginsburg. 